# Les grands espaces
Les grands espaces — девятый студийный альбом франкоканадской певицы Изабель Буле, выпущенный компанией Audiogram в ноябре 2011.

## Список композиций
| №                   | Название                                                                | Длительность |
| ------------------- | ----------------------------------------------------------------------- | ------------ |
| 1.                  | «Fin octobre, début novembre» (Марио Леблан)                            | 3:10         |
| 2.                  | «Souffrir par toi n'est pas souffrir» (Этьен Рода-Жиль / Жюльен Клер)   | 4:14         |
| 3.                  | «Jolie Louise» (Даниель Лануа)                                          | 2:52         |
| 4.                  | «All I Want Is Love» (Алиса Бонагура / Росс Копперман)                  | 3:23         |
| 5.                  | «Voulez-vous l'amour?» (Бенжамен Бьоле)                                 | 3:30         |
| 6.                  | «True Blue (дуэт с Долли Партон)» (Долли Партон / Джеймс Ньютон Ховард) | 3:55         |
| 7.                  | «Mille après mille» (Джеральд Жоли)                                     | 3:47         |
| 8.                  | «Les grands espaces» (Стив Марен)                                       | 4:12         |
| 9.                  | «Voyager léger» (Юбер Мунье)                                            | 2:33         |
| 10.                 | «Summer Wine (дуэт с Бенжаменом Бьоле)» (Ли Хезлвуд)                    | 4:46         |
| 11.                 | «To Know Him Is to Love Him» (Фил Спектор)                              | 3:07         |
| 12.                 | «Où va la chance?» (Фил Оукс / франц. адаптация Эдди Марней)            | 3:10         |
| 13.                 | «Partir au loin» (Ева Дезье / Мишель Ривар)                             | 3:56         |
| 14.                 | «Amour aime aussi nous voir tomber» (Жан-Луи Бергьо)                    | 4:51         |
| 15.                 | «At Last» (Гарри Уоррен и Мак Гордон)                                   | 3:30         |
| Общая длительность: | Общая длительность:                                                     | 55:19        |

## Бонусные композиции
В ограниченном издании
| №   | Название            | Длительность |
| --- | ------------------- | ------------ |
| 16. | «Tout peut changer» | 4:11         |
| 17. | «O Marie»           | 3:41         |
| 18. | «Crazy»             | 4:10         |

## Альбом
Как и предыдущий альбом, Les grands espaces записан в стиле поп-фолк и кантри, и вместе с оригинальными композициями содержит кавер-версии и французские адаптации американских песен. Продюсером альбома выступил певец Бенжамен Бьоле, написавший к нему песню Voulez-vous l’amour?, и вместе с Изабель Буле исполнивший кавер-версию известного шлягера Summer Wine. Дуэтом с Долли Партон записана и песня True Blue из репертуара этой певицы.
По словам Изабели Буле, целью этого альбома было создать алхимический сплав американского кантри и великого французского варьете (Notre but était de créer l’alchimie entre country américaine et grande variété). По мнению обозревателя Le Figaro, такие попытки, в прошлом неоднократно предпринимавшиеся артистами-франкофонами, обычно терпели неудачу, но творческому дуэту Буле и Бьоле в целом удалось добиться некоторого успеха. Во Франции диск был прохладно встречен музыкальными снобами, не упустившими случая поиронизировать над сходством фамилий певицы и продюсера, и тем, что Бьоле поет на английском с французским акцентом. Он получил довольно плохую прессу, каковое обстоятельство продюсер объяснял тем, что люди в Европе путают кантри и вестерн (помимо прочего, Les grands espaces — французское название классического вестерна Билла Уайлера The Big Country («Большая страна»).

## Смерть снобизму
Монреальский двухнедельник Voir на этот раз поддержал релиз. Один из подзаголовков статьи назывался прямо — «Смерть снобизму». По поводу упреков в смешении «левого» (популярного) стиля Буле с его собственным, более интеллектуальным, Бенжамен Бьоле заявил, что не признает этого кастового деления музыки на левую и правую. «Мы играем музыку нашей мечты и все время пытаемся достичь этой мечты. Для некоторых личностей Les grands espaces окажется диском очень левым, но это не помешает ему стать популярным».

Я очень люблю её, эту музыку. Я слушал Джонни Кэша даже до того, как узнал, что это было кантри. Я совершенно не чувствую необходимости европеизировать диск. Но, видишь ли, маркетологи во Франции просят нас убрать слово «кантри», чтобы можно было представить альбом.— Isabelle Boulay, Benjamin Biolay : Passer à l’ouest // Voir, 3.11.2011
При этом создатели альбома хорошо представляли себе сложность задачи, поскольку, по словам Бьоле, для большинства французов представление о кантри ограничивается Эдди Митчеллом, а молодежь любит Бонни Принца Билли, но едва знает о Вилли Нельсоне.
По словам певицы, разница в «регистрах» не помешала их сотрудничеству, поскольку она не избегает интеллектуальной музыки, но иногда ей хочется вещей более легких. «Для меня Жюльен Клер и Ален Башунг — артисты одного уровня, которые просто выражают себя различным способом».

## Успех альбома
Дурные рецензии не помешали успеху альбома, ставшего золотым в Канаде и платиновым во Франции. В 2012 году композиция Fin octobre, début novembre номинировалась на премию Феликс в категории самой популярной песни, а концертное представление альбома — в категории спектакля года.

## Чарты
| Чарт                            | Место |
| ------------------------------- | ----- |
| Canadian Albums Chart           | 9     |
| Top Albums France               | 12    |
| Belgian (Wallonia) Albums Chart | 16    |
| Swiss Albums Chart              | 69    |

## Комментарии
1. ↑  Ранее продюсировал самый успешный альбом певицы Mieux qu'ici-bas